# یانس (شاهنامه)
یانُس، در شاهنامه برادر کهتر قیصر روم است که چون قیصر به بند شاپور ذوالاکتاف گرفتار شد، به نبرد با شاه ایران پرداخت، اما تاب رویارویی با شاپور را نیاورد و گریخت.
فردوسی در بیتی از شاهنامه، از یانس چنین یاد کرده‌است:
| جوانی کجا یانسش بود نام |  | جهانجوی و بخشنده و شادکام |